# Tina court
tina court（ティナコート）とは広島県廿日市市新宮にある、エディオンやアルクを核テナントとするショッピングセンターである。

## 概要
廿日市市役所付近にあたる場所に2008年11月に開業したショッピングセンター。かつて当地にはナフコ21スタイル廿日市店とマルニ木工本社があった。
このショッピングセンターの開業に伴い、デオデオ廿日市店（現:エディオン廿日市店）が当ショッピングセンターの2Fに移転した。かつてデオデオ廿日市店があった場所はハードオフ廿日市店となった（後に閉店）。

## 主なテナント
- エディオン廿日市店
- アルク廿日市店
- リトルマーメイドアルク廿日市店
- ウォンツ廿日市新宮店
- やまだ屋廿日市店
- ガネーシュ
- 広島銀行廿日市支店

他

## 周辺のショッピングセンター
- ゆめタウン廿日市
- イオン廿日市店（2014年に閉店）
- フジグランナタリー

## 周辺の施設
- あいプラザ
- 廿日市郵便局
- 廿日市市役所
- はつかいち美術ギャラリー
- ウッドワン廿日市ショールーム